# Eliteschule des Sports

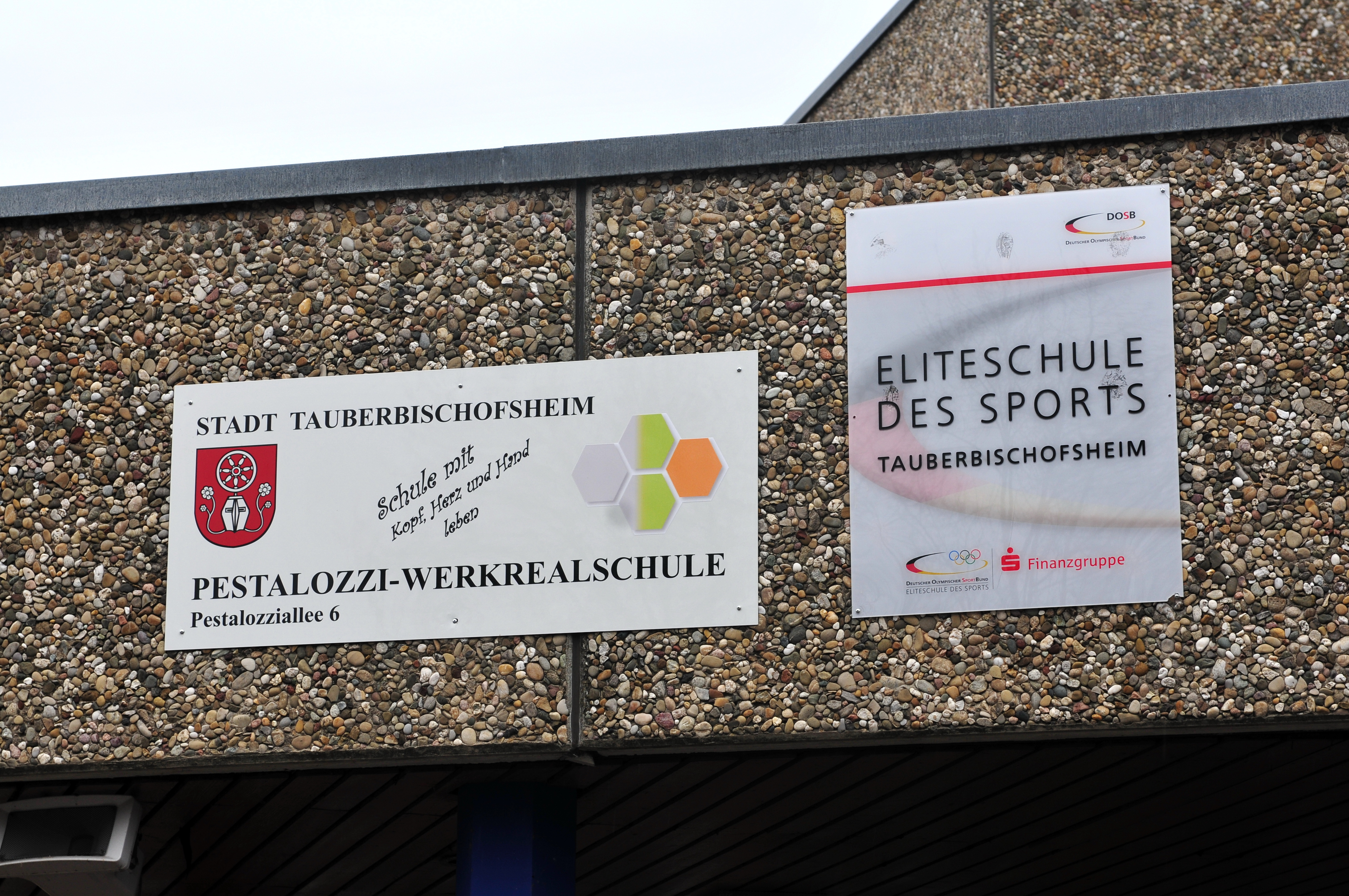
Schild „Eliteschule des Sports“ an einem Standort in Tauberbischofsheim

Eliteschule des Sports ist ein Prädikat, das durch den Deutschen Olympischen Sportbund (DOSB) an Bildungseinrichtungen vergeben wird, die sich der Förderung des Leistungssports im Verbund mit Schule und Wohnen widmen. Das Prädikat wird für einen vierjährigen Zeitraum (olympischer Zyklus) verliehen. Jede Einrichtung ist an einen Olympiastützpunkt angebunden.

## Definition
„Eine Eliteschule des Sports ist eine Fördereinrichtung, die im kooperativen Verbund von Leistungssport, Schule und Wohnen Bedingungen gewährleistet, damit talentierte Nachwuchsathleten sich auf künftige Spitzenleistungen im Sport bei Wahrung ihrer schulischen Bildungschancen vorbereiten können.“

## Anerkennung
Der Status wird auf Antrag vom Arbeitskreis „Eliteschulen des Sports“ anerkannt. Nach Ablauf des vierjährigen Zeitraums werden die bestehenden Eliteschulen überprüft, und es erfolgt eine Wiederernennung oder Aberkennung des Status. Der Arbeitskreis setzt sich aus je einem Vertreter folgender Institutionen zusammen: DOSB/Bereich Leistungssport (Vorsitz), Sparkassen-Finanzgruppe, Kultusministerkonferenz (Kommission Sport), Sportministerkonferenz (Ausschuss „Leistungssport“ der Sportreferentenkonferenz), Stiftung Deutsche Sporthilfe und einem weiteren Mitglied des DOSB.
Die ausgezeichneten Fördereinrichtungen können sowohl Schulen als auch Internate und deren Zusammenschlüsse sein. Insgesamt sind es derzeit 43 Einrichtungen mit 108 Haupt-, Real- und Gesamtschulen sowie Gymnasien. Auf Sommersportarten sind 29 Schulen spezialisiert, auf Wintersportarten sieben. Bereichsübergreifende Schwerpunkte haben weitere sieben Schulen.
Mit Gewährung des Status sollen an den Eliteschulen die Bedingungen erhalten oder verbessert werden, die es ermöglichen, dass talentierte Nachwuchsathleten sich auf künftige Spitzenleistungen im Sport unter Wahrung ihrer schulischen Bildungschancen vorbereiten können. Für die Umsetzung in den einzelnen Bundesländern arbeitet der DOSB eng mit Regionalteamleitungen zusammen. Diese werden durch die Olympiastützpunkte (OSP) festgelegt und koordiniert. Finanzieller Hauptförderer der Eliteschulen des Sports ist die Sparkassen-Finanzgruppe. Die meisten Nachfolgeeinrichtungen der Kinder- und Jugendsportschulen der DDR besitzen heute den Status einer „Eliteschule des Sports“.
Die Rahmenbedingungen können jedoch nicht verhindern, dass in einer Evaluationsstudie festgestellt wurde, dass jeder der beteiligten Akteure die Schule unter seinem Gesichtspunkt betrachtet und es somit „zwischen den Akteuren unterschiedliche Ansichten hinsichtlich der konkreten Umsetzungsmaßnahmen innerhalb der Qualitätsbereiche existieren“. Hierdurch wird das Potenzial der Schulen nicht ausgenutzt.

## Voraussetzung für die Anerkennung
Der Arbeitskreis überprüft die folgenden sechs Kriterien:
- Bedingungen für die sportliche Ausbildung
- Koordination und Management des Zeitbudgets
- regionale und überregionale Wirkungsmöglichkeiten
- Abstimmungs- und Organisationsstruktur
- pädagogische Gesamtkonzeptionen unter leistungssportlichen Gesichtspunkten
- sportliche und bildungsbezogene Erfolge

## Erfolge
An den bundesweit 43 Eliteschulen des Sports wurden im Jahr 2023 mehr als 11.500 Talente gefördert. Bei den Olympischen Spielen in London 2012 waren 27 Prozent der deutschen Teilnehmer aktuelle oder ehemalige Schüler von Eliteschulen, bei den Olympischen Winterspielen in Pyeongchang 2018 waren es 52 Prozent.

## Liste der Schulen
Standorte der Eliteschulen des Sports (Stand: Ende 2023):
- Eliteschule des Sports Altenberg: „Glückauf“-Gymnasium Dippoldiswalde/Altenberg, Oberschule Geising
- Eliteschule des Sports Berchtesgaden: CJD Christophorusschulen Berchtesgaden (Internat mit Gymnasium, Realschule, Grund- u. Mittelschule)
- Eliteschule des Sports Berlin: Schul- und Leistungssportzentrum Berlin.
Fusioniert aus der Werner-Seelenbinder-Schule (Sportforum) und dem Coubertin-Gymnasium (Europasportpark)
- Eliteschule des Sports Berlin: Flatow-Oberschule
- Eliteschule des Sports Berlin: Sportschule im Olympiapark Poelchau-Schule
- Eliteschule des Sports Bochum: Sportinternat Bochum-Wattenscheid mit den Partnerschulen Hellwegschule, Pestalozzi-Realschule, Maria Sibylla Merian-Gesamtschule und Märkische Schule
- Eliteschule des Sports Bonn: Sportinternat Bonn mit der Partnerschule Tannenbusch-Gymnasium
- Eliteschule des Sports Chemnitz: Sportgymnasium Chemnitz, Sportoberschule Chemnitz
- Eliteschule des Sports Cottbus: Lausitzer Sportschule Cottbus
- Eliteschule des Sports Dormagen: Norbert-Gymnasium Knechtsteden, Bertha-von-Suttner-Gesamtschule
- Eliteschule des Sports Dortmund: Goethe-Gymnasium
- Eliteschule des Sports Dresden: Sportgymnasium Dresden
- Eliteschule des Sports Erfurt: Pierre-de-Coubertin-Gymnasium
- Eliteschule des Sports Essen: Sportinternat Essen mit den Partnerschulen Helmholtz-Gymnasium und Elsa-Brändström-Realschule
- Eliteschule des Sports Frankfurt am Main: Carl-von-Weinberg-Schule
- Eliteschule des Sports Frankfurt (Oder): Sportschule Frankfurt (Oder)
- Eliteschule des Sports Freiburg: Sportinternat Freiburg mit den Partnerschulen Staudinger Gesamtschule, Max-Weber-Schule und Rotteck-Gymnasium
- Eliteschule des Sports Furtwangen: Skiinternat Furtwangen mit den Partnerschulen Robert-Gerwig-Schule und Otto-Hahn-Gymnasium mit Realschule
- Eliteschule des Sports Halle: Sportschulen Halle mit Sportgymnasium Halle und Sportsekundarschule
- Eliteschule des Sports Hamburg: Grund- und Stadtteilschule Alter Teichweg
- Eliteschule des Sports Hannover: Sportinternat Hannover mit den Partnerschulen Humboldtschule und Carl-Friedrich-Gauß-Schule (Kooperative Gesamtschule Hemmingen)
- Eliteschule des Sports Heidelberg: Helmholtz-Gymnasium, Willy-Hellpach-Schule, Johannes-Kepler-Realschule
- Eliteschule des Sports Jena: Sportgymnasium „Johann Christoph Friedrich GutsMuths“
- Eliteschule des Sports Kaiserslautern: Heinrich-Heine-Gymnasium
- Eliteschule des Sports Karlsruhe: Otto-Hahn-Gymnasium
- Eliteschule des Sports Klingenthal: Wintersport-Campus Klingenthal
- Eliteschule des Sports Leipzig: Landesgymnasium für Sport Leipzig, Sportoberschule Leipzig
- Eliteschule des Sports Leverkusen: Landrat-Lucas-Gymnasium
- Eliteschule des Sports Magdeburg: Sportgymnasium Magdeburg
- Eliteschule des Sports Mannheim: Ludwig-Frank-Gymnasium, Integrierte Gesamtschule Mannheim-Herzogenried
- Eliteschule des Sports München: Gymnasium München-Nord
- Eliteschule des Sports Neubrandenburg: Sportgymnasium Neubrandenburg
- Eliteschule des Sports Nürnberg: Bertolt-Brecht-Schule
- Eliteschule des Sports Oberhof: Sportgymnasium Oberhof
- Eliteschule des Sports Oberstdorf: Gertrud-von-le-Fort-Gymnasium
- Eliteschule des Sports Oberwiesenthal: Eliteschule des Wintersports Oberwiesenthal
- Eliteschule des Sports Potsdam: Sportschule Potsdam „Friedrich Ludwig Jahn“
- Eliteschule des Sports Rostock: CJD Christophorusschule Rostock
- Eliteschule des Sports Saarbrücken: Gymnasium am Rotenbühl
- Eliteschule des Sports Schwerin: Sportgymnasium Schwerin
- Eliteschule des Sports Stuttgart: Johann-Friedrich-von-Cotta-Schule, Linden-Realschule, Schickhardt-Gymnasium, Wirtemberg-Gymnasium
- Eliteschule des Sports Tauberbischofsheim: Voll-/Teilinternat „Modell Tauberbischofsheim“ des Bundesstützpunktes Tauberbischofsheim mit den Partnerschulen Matthias-Grünewald-Gymnasium, Kaufmännische Schule Tauberbischofsheim, Gewerbliche Schule, Riemenschneider-Realschule und Pestalozzi-Werkrealschule
- Eliteschule des Sports Winterberg/Willingen: Geschwister-Scholl-Gymnasium Winterberg, Uplandschule Willingen

## Weitere Eliteschulen
Vergleichbare Einrichtungen gibt es auch im europäischen Ausland, beispielsweise die Topsport Talent Schools in den Niederlanden, während in Skandinavien die Separierung der jungen Spitzensportler vermieden wird.
Ähnliche Einrichtungen des Deutschen Fußball-Bundes sind die Eliteschulen des Fußballs.

## Auszeichnungen
Jährlich wird eine der Schulen als „Eliteschule des Jahres“ ausgezeichnet.
Seit 2009 werden zudem jedes Jahr drei „Eliteschüler des Sports“ für ihre sportlichen und schulischen Leistungen sowie vorbildhaftes Verhalten prämiert.